# Louis Page (Kameramann)
Louis Page (* 16. März 1905 in Lyon; † 3. März 1990 in Soucy, Yonne) war ein französischer Kameramann.

## Leben und Wirken
Page studierte Malerei und Bühnenbild an der École des Beaux-Arts von Paris. Bis Ende der 20er Jahre arbeitete er anschließend als Maler. 1930 stieß Louis Page zum Film, Jean Cocteau verpflichtete ihn als seinen Regieassistenten bei Das Blut eines Dichters. Bis in die späten 1930er Jahre war Page als einfacher Kameramann bei einigen zentralen französischen Filmproduktionen wie Der 14. Juli, Die klugen Frauen, Ein sonderbarer Fall und Hafen im Nebel tätig. Zu seinen Lehrmeistern zählten Georges Périnal, Harry Stradling Sr. und Eugen Schüfftan.
In den Jahren 1937 bis 1939 trat Page erstmals als Chefkameramann in Erscheinung, als er die Aufnahmen zu André Malraux’ filmischer Dokumentation über den spanischen Bürgerkrieg Hoffnung anfertigte. Aus der Zeit der deutschen Besetzung Frankreichs verdienen vor allem die künstlerisch ambitionierten Inszenierungen Jean Grémillons (Wetterleuchten, Sprung in die Wolken). In seinen letzten Arbeitsjahren fotografierte Louis Page vor allem hochkommerzielle Kassenschlager mit Jean Gabin.

## Filmografie  (Auswahl)
- 1937: Ein sonderbarer Fall (Drôle de drame)
- 1938: Le drame de Shanghaï
- 1939: Hoffnung (Dokumentarfilm)
- 1941: L’Arlésienne
- 1942: Félicie Nanteuil
- 1942: Wetterleuchten (Lumière d‘été)
- 1943: Sprung in die Wolken (Le ciel est à vous)
- 1944: Das Geheimnis der Berghütte (Sortilèges)
- 1945: François Villon
- 1946: Zur roten Laterne (Macadam)
- 1946: Schatten der Vergangenheit (Un revenant)
- 1947: La vie en rose
- 1947: Die Brüder B. (Les frères Bouquinquant)
- 1948: Retour à la vie
- 1949: L’invité du Mardi
- 1949: Histoires extraordinaires
- 1949: Die Mauern von Malapaga (Le mura di Malapaga)
- 1950: Sündige Liebe (L’étrange Madame X)
- 1950: Schiff in Gottes Hand (Maître après dieu)
- 1951: Une histoire d’amour
- 1952: Sie und ich (Elle et moi)
- 1953: Die Liebe einer Frau (L’amour d’une femme)
- 1955: Gier nach Liebe (La lumière d'en face)
- 1955: Der Weg ins Verderben (Des gens sans importance)
- 1956: Die Braut war viel zu schön (La mariée est trop belle)
- 1956: Das Gänseblümchen wird entblättert (En effeuillant la marguerite)
- 1957: Die Nacht bricht an (Le rouge est mis)
- 1957: Kommissar Maigret stellt eine Falle (Maigret tend un piège)
- 1957: Der Gorilla läßt schön grüßen (Le gorille vous salue bien)
- 1958: Im Mantel der Nacht (Le désordre et la nuit)
- 1958: Im Kittchen ist kein Zimmer frei (Archimède le clochard)
- 1958: Die großen Familien (Les grandes familles)
- 1959: Maigret kennt kein Erbarmen (Maigret et l’affaire Saint Fiacre)
- 1959: Wiesenstraße Nr. 10 (Rue des Prairies)
- 1960: Ein Herr ohne Kleingeld (Le baron de l’écluse)
- 1960: Der Himmel ist schon ausverkauft (Les vieux de la vieille)
- 1961: Der Präsident (Le président)
- 1961: Der Herr mit den Millionen (Le cave se rebiffe)
- 1961: Ein Affe im Winter (Un singe en hiver)
- 1962: Ein Herr aus besten Kreisen (Le gentleman d’Epsom)
- 1962: Lautlos wie die Nacht (Mélodie en sous-sol)
- 1963: Kommissar Maigret sieht rot (Maigret voit rouge)
- 1964: Monsieur
- 1965: La grosse caisse
- 1966: À la belle étoile (Fernsehfilm)